# 杰夫·皮特里
杰夫·皮特里（英語：Geoff Petrie，1948年4月17日—），美国NBA联盟前职业篮球运动员。